# Esenbeckia weemsi
Esenbeckia weemsi är en tvåvingeart som beskrevs av Philip 1966. Esenbeckia weemsi ingår i släktet Esenbeckia och familjen bromsar. Inga underarter finns listade i Catalogue of Life.